# Osternig
Il Monte Osternig (Oisternig in tedesco, Ojstrnik in sloveno) è un monte delle Alpi Carniche alto 2.052 metri, ed è quello più a est sopra i 2.000 metri. È presente una salita sul versante ovest, mentre dalla cima erbosa si possono vedere le montagne della catena delle Caravanche.

## Caratteristiche
Il Monte Osternig si trova al confine tra il Tarvisiano (Friuli-Venezia Giulia) e l'Austria.
Si presenta come un imponente cupolone erboso. Dopo il Gartenkofel è la più alta cima della Catena Carnica Orientale ad est di Passo Pramollo; dalla vetta, posta sul confine tra Italia ed Austria e molto frequentata dagli escursionisti, si spazia sulla Valle del Gail e le Dolomiti di Lienz a nord, le Caravanke verso est ed a sud le più alte e belle cime delle Alpi Giulie: Ponze, Triglav, Mangart, Jalovec, Jôf Fuart, Jôf di Montasio e Cimone sono le più rappresentative; ad ovest verso le Alpi Carniche, Cuc dal Boor, Sernio e Creta Grauzaria, Monte Cavallo di Pontebba, Creta di Aip, Gartnerkofel e, in lontananza, gli Hohen Tauern (Alti Tauri) e le Vedrette di Ries (Rieserfernergruppe).